# Magdalenenkirche (Breslau)

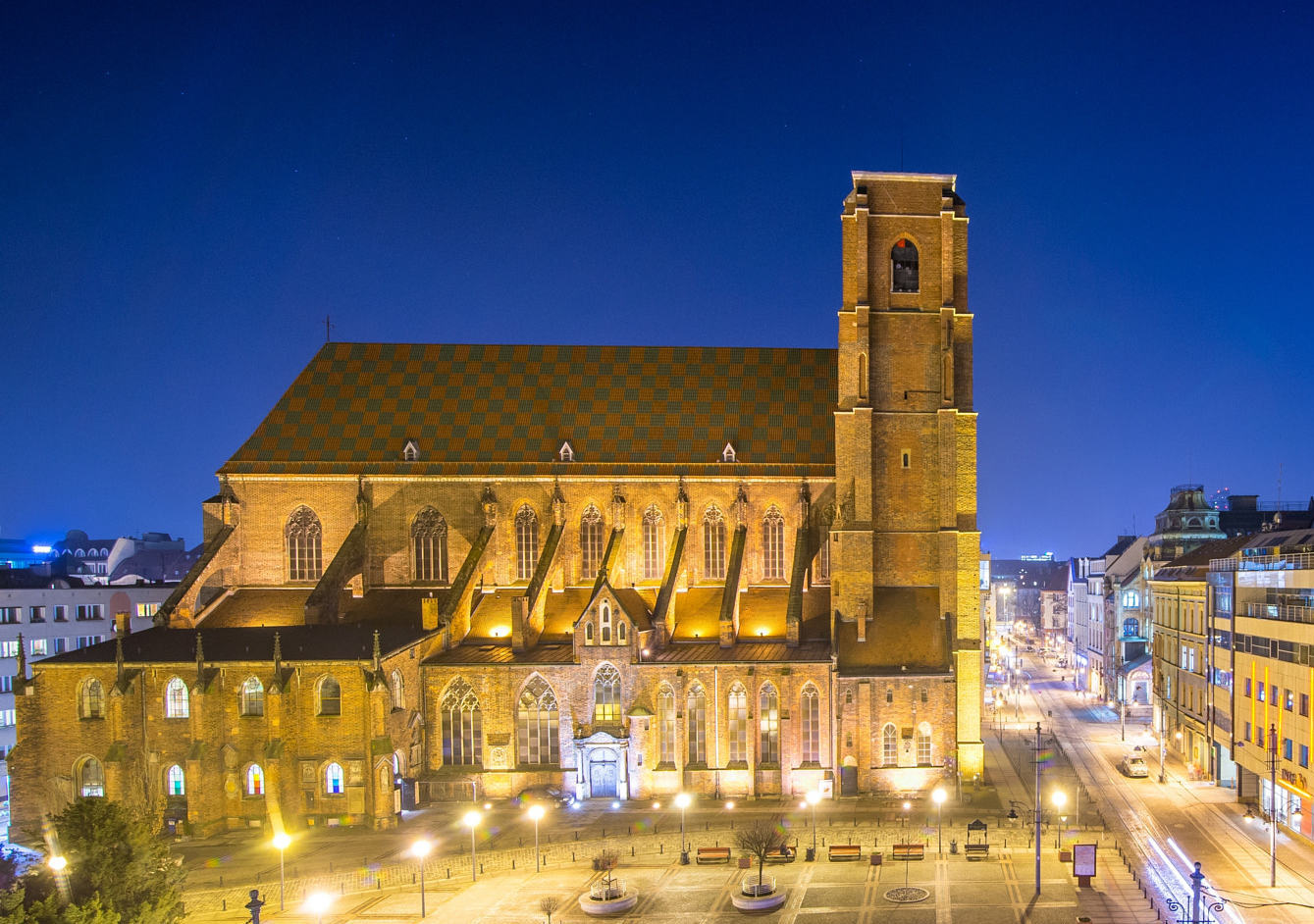
St. Maria Magdalenenkirche von Norden

Die Magdalenenkirche zu Breslau (St. Maria Magdalena, polnisch Katedra św. Marii Magdaleny) ist eine gotische Backsteinkirche an der Ulica Szewska (ehemals deutsch Schuhbrücke) in der Breslauer Innenstadt. Sie war als eine vom Rat und der Bürgerschaft erbaute Bürgerkirche zugleich eine der Hauptkirchen der Stadt an der Oder. Bis 1945 war die Kirche evangelisch, seitdem ist sie altkatholisch.

## Geschichte

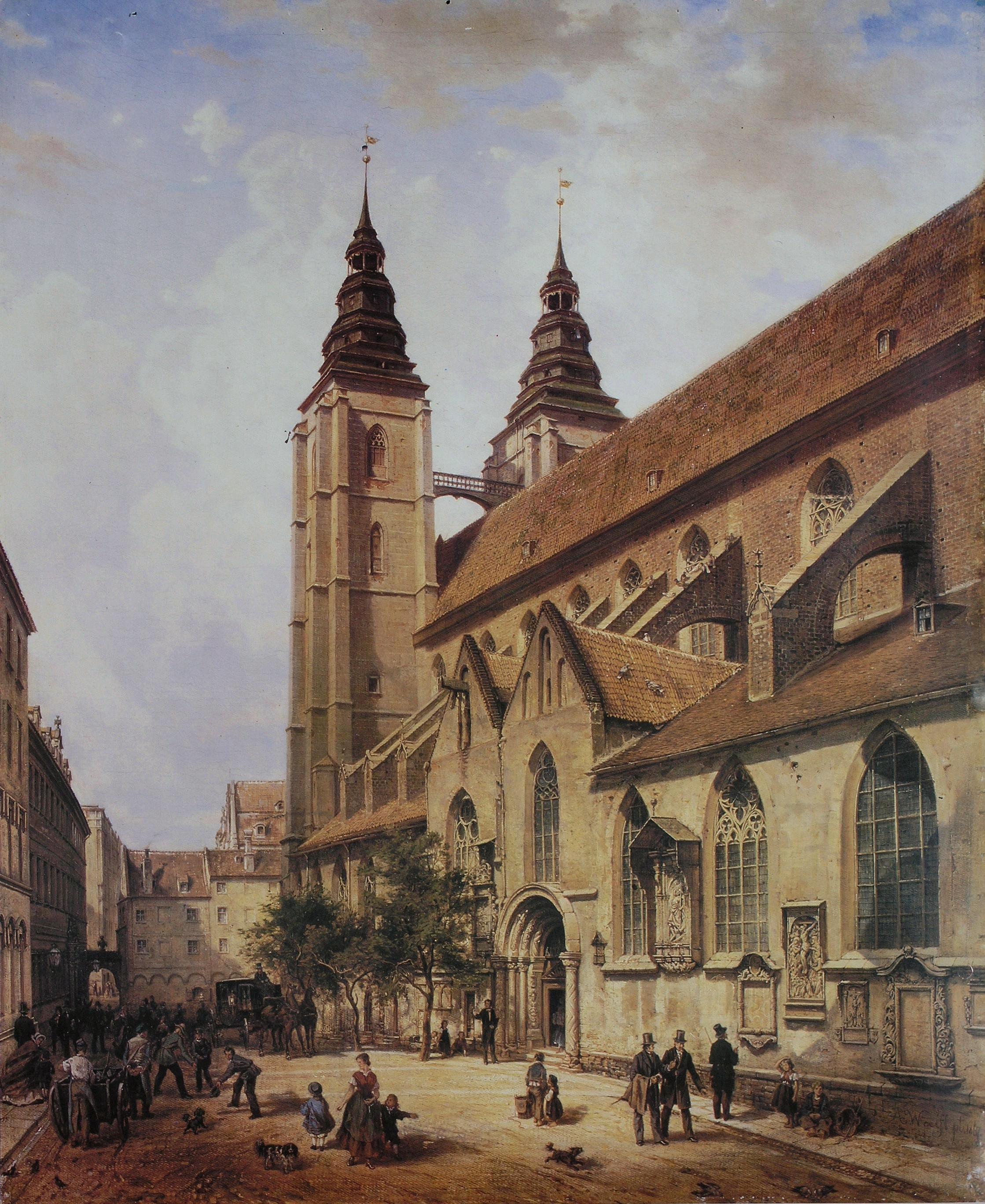
Gemälde von A. Woelfl aus dem Jahr 1867 mit den ehemaligen Turmhelmen, die 1945 zerstört wurden

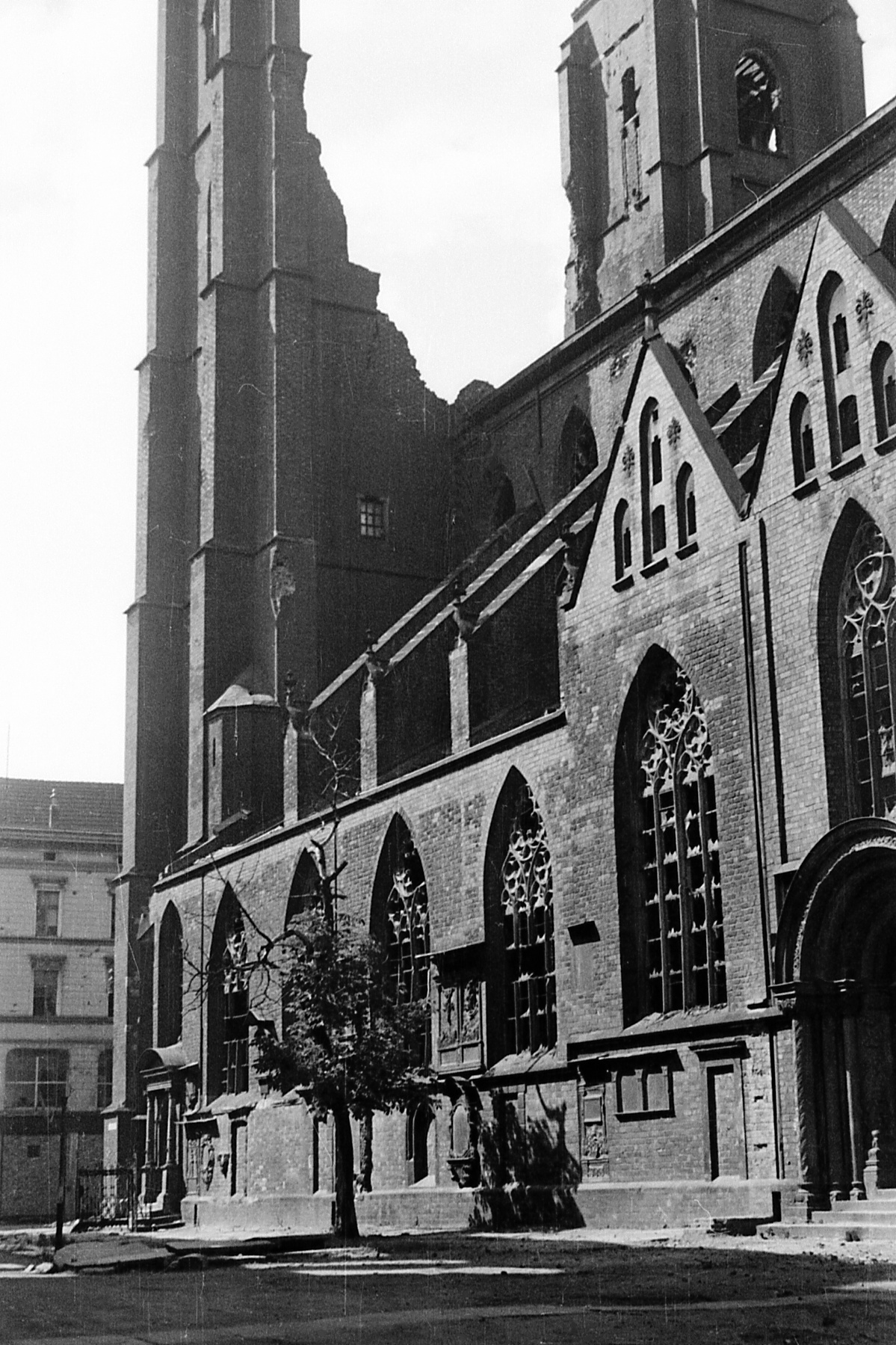
Kirchengebäude mit dem zerstörten Südturm auf einer Aufnahme um 1950

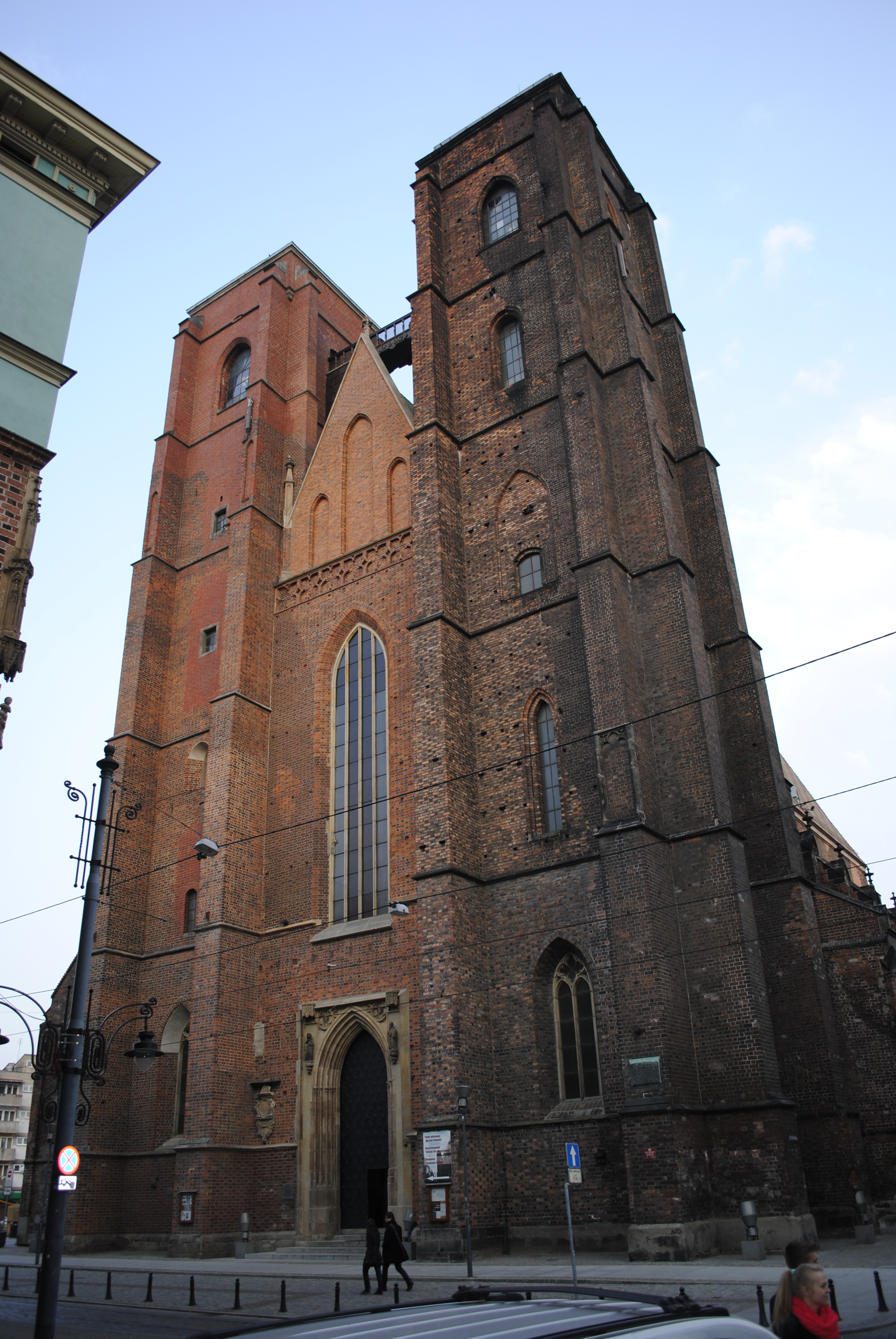
Westfront

Die Gründung der ersten Pfarrkirche – als Nachfolgerin der Adalbertkirche – unter dem Patrozinium St. Andreas und Maria Magdalena erfolgte zwischen 1226 und 1232 durch Bischof Lorenz I. von Breslau. 1241 zerstörte ein Brand während des Tatareneinfalls diesen Kirchbau. Ein zweiter Bau, der zwischen 1242 und 1248 durchgeführt wurde, hatte nur etwa 100 Jahre Bestand.
Die Kirche ist als dreischiffige Basilika angelegt. Ihre heutige Gestalt erhielt die in Backstein erbaute Kirche in den Jahren 1342 bis 1362, während die Türme später vollendet wurden. An Stelle der 1481 errichteten bleigedeckten, gotischen Holzspitzen erhielten die Türme zwischen 1564 und 1581 die kupfergedeckten Renaissancehauben. Die in 47 Meter Höhe befindliche Brücke zwischen den beiden Türmen wurde erstmals 1459 urkundlich erwähnt. Am 23. Oktober 1523 hielt Johann Heß, der Reformator von Breslau, seine erste Predigt in der Magdalenenkirche. Ab diesem Zeitpunkt bis 1945 galt die Kirche, neben der ehemals evangelischen Elisabethkirche am Großen Ring, zu den wichtigsten protestantischen Kirchen der Stadt.
Bei einem Feuerwerk auf der Brücke am 22. März 1887 anlässlich des 90. Geburtstags Kaiser Wilhelms I. geriet der Nordturm der Kirche in Brand und die beiden Türkenglocken fielen herunter und zerschellten.
Der letzte deutsche Gottesdienst fand am 21. Januar 1945 unter Pfarrer Bunzel statt. Während der Schlacht um Breslau wurde die Kirche durch Bombentreffer beschädigt. Am 17. Mai geriet sie durch eine Explosion in Brand; dabei spaltete sich der Südturm in seiner gesamten Höhe auf. Dessen nördliche Hälfte stürzte schließlich ein und zerstörte die Turmhelme, das Dach, die Gewölbe, den Chor, sowie das Südschiff der Kirche. Knapp 70 % des Innenraums wurden schwer beschädigt. Die gesamte Inneneinrichtung und die Armesünderglocke gingen verloren. Bis 1948 fanden in der Sakristei noch protestantische Gottesdienste statt.
Zunächst notdürftig, begann unter Tadeusz Broniewski im Oktober 1946 der allmähliche Wiederaufbau der Kirche. Erst 1972 konnte die Kirche vollständig restauriert und als katholische Kirche der altkatholischen Gemeinde übergeben werden. Die Turmhelme wurden nicht wiederaufgebaut und der Innenraum nur teilweise wieder rekonstruiert.
Heute ist die Magdalenenkirche im Besitz der Polnisch-Katholischen Kirche. Sie ist die Kathedralkirche der altkatholischen Diözese Breslau. Auf dem Nordturm in 45 m Höhe ist ein Aussichtspunkt vorzufinden.

## Architektur

### Schmuckelemente
In der Kirche sind Ornamente, Verzierungen und weiteres aus verschiedenen Architekturepochen vorzufinden. Darunter sind vor allem romanische, spätgotische sowie Ornamente aus der Renaissance aufzufinden.

### Portale
Das Westportal ist das Hauptportal der Kirche. Sein ornamentaler, figürlicher Schmuck ist gotisch. An der Südseite ist ein Renaissanceportal sowie ein spätromanisches Portal, das von dem 1546 abgebrochenen Vinzenzkloster auf dem Elbing stammt. An der Nordseite befindet sich ein Barockportal.

## Ausstattung

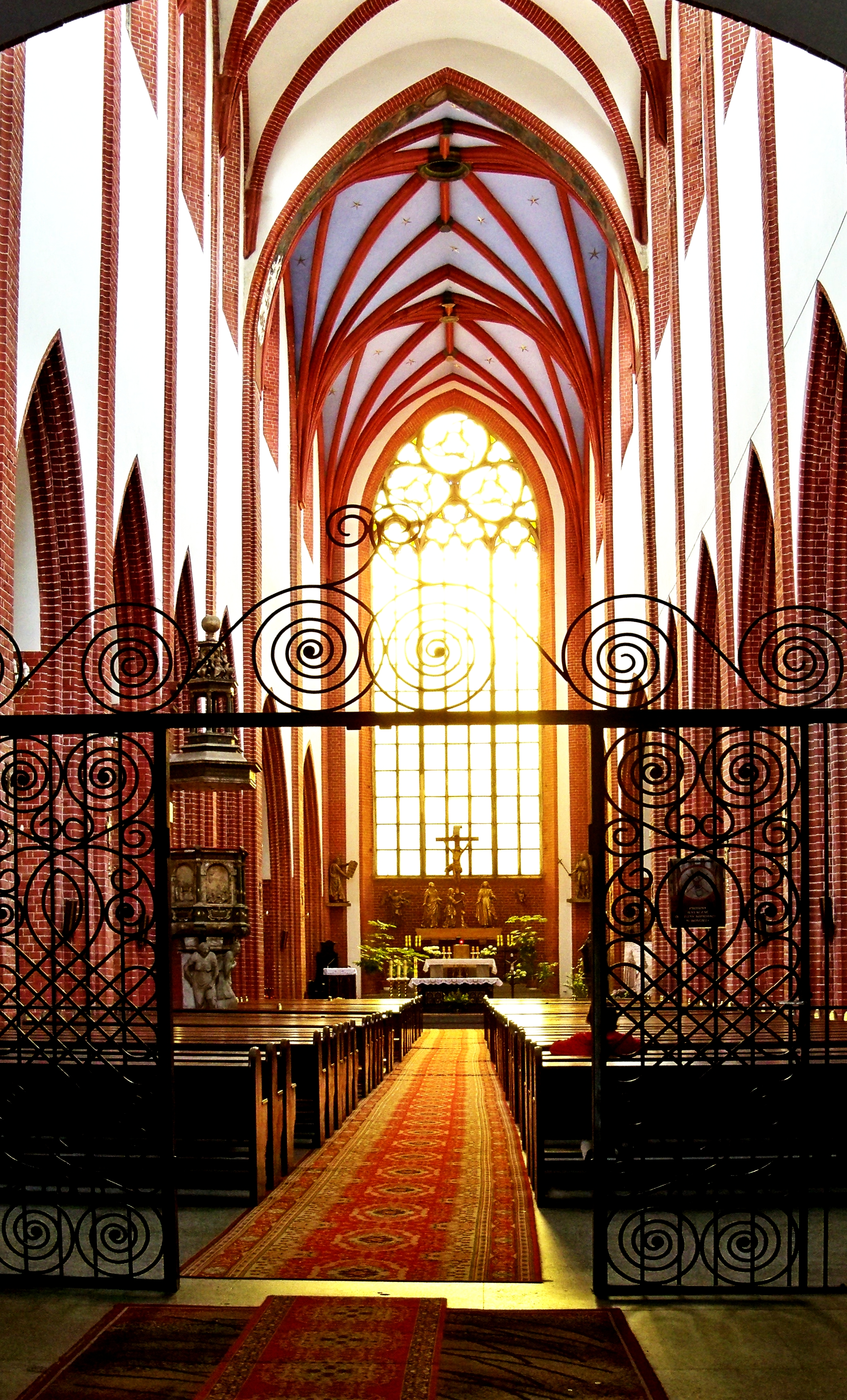
Blick in den Innenraum

### Kirchenraum
Im Inneren der Kirche befinden sich 16 Kapellen sowie zahlreiche Nebenaltäre und Epitaphien. Das Epitaph für Adam von Arzat schuf 1677 der Bildhauer Mathias Rauchmiller, von dem auch das Epitaph für Octavius Pestaluzzi stammt.

### Glocken
Im Südturm hing die Armesünderglocke, die 1386 gegossen wurde. Sie wurde an Festtagen und zum Vaterunser geläutet. Als wahrscheinlich größte Glocke Schlesiens mit einem Umfang von 6,30 Meter und einer inneren Höhe von 1,80 Meter wurde sie durch den Brand am 17. Mai 1945 für immer vernichtet.
Früher, wie oben dargestellt, zerstörte ein Brand auch die sogenannten Türkenglocken.

## Galerie

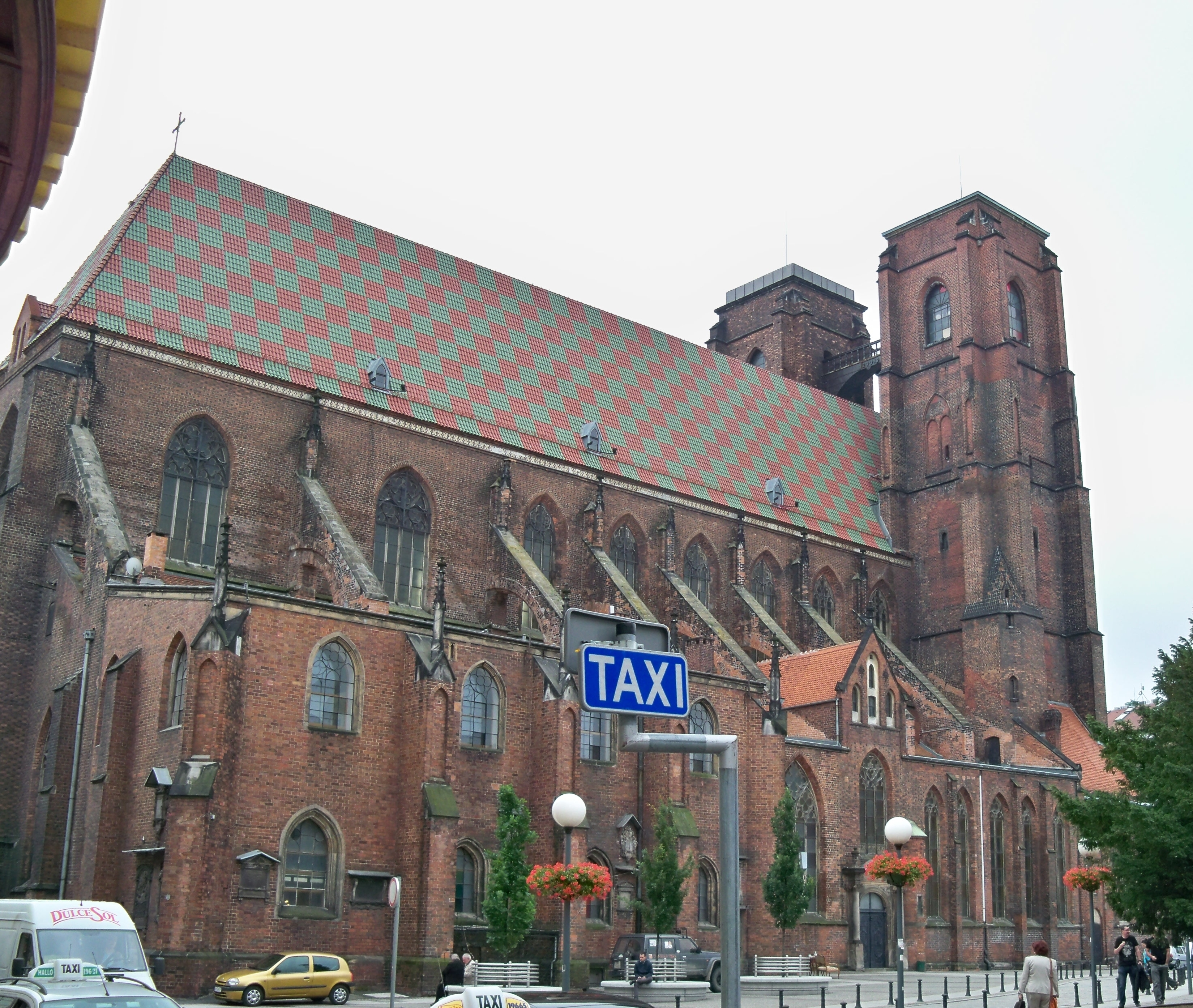
Nordfront
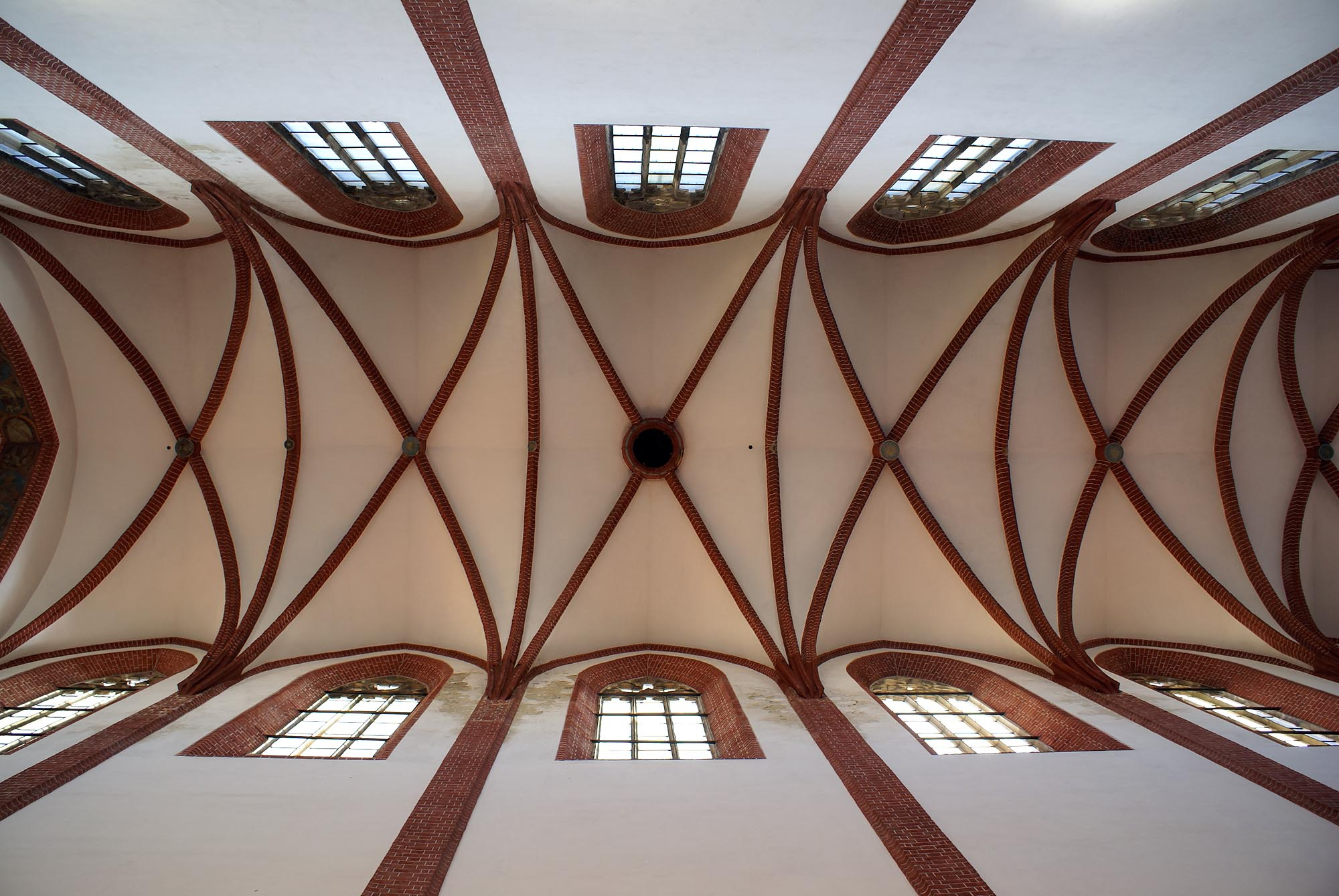
Gewölbe
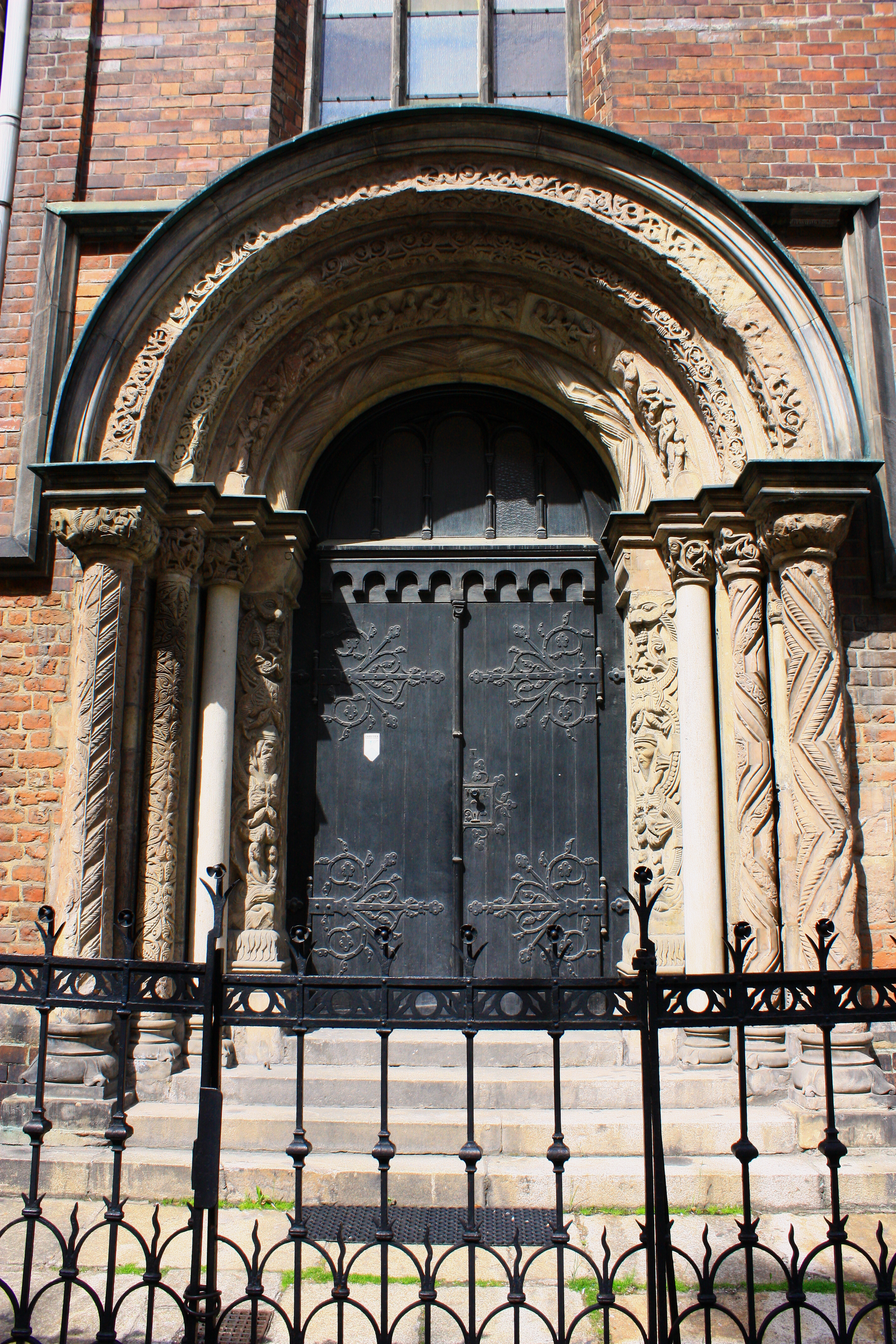
Romanisches Portal
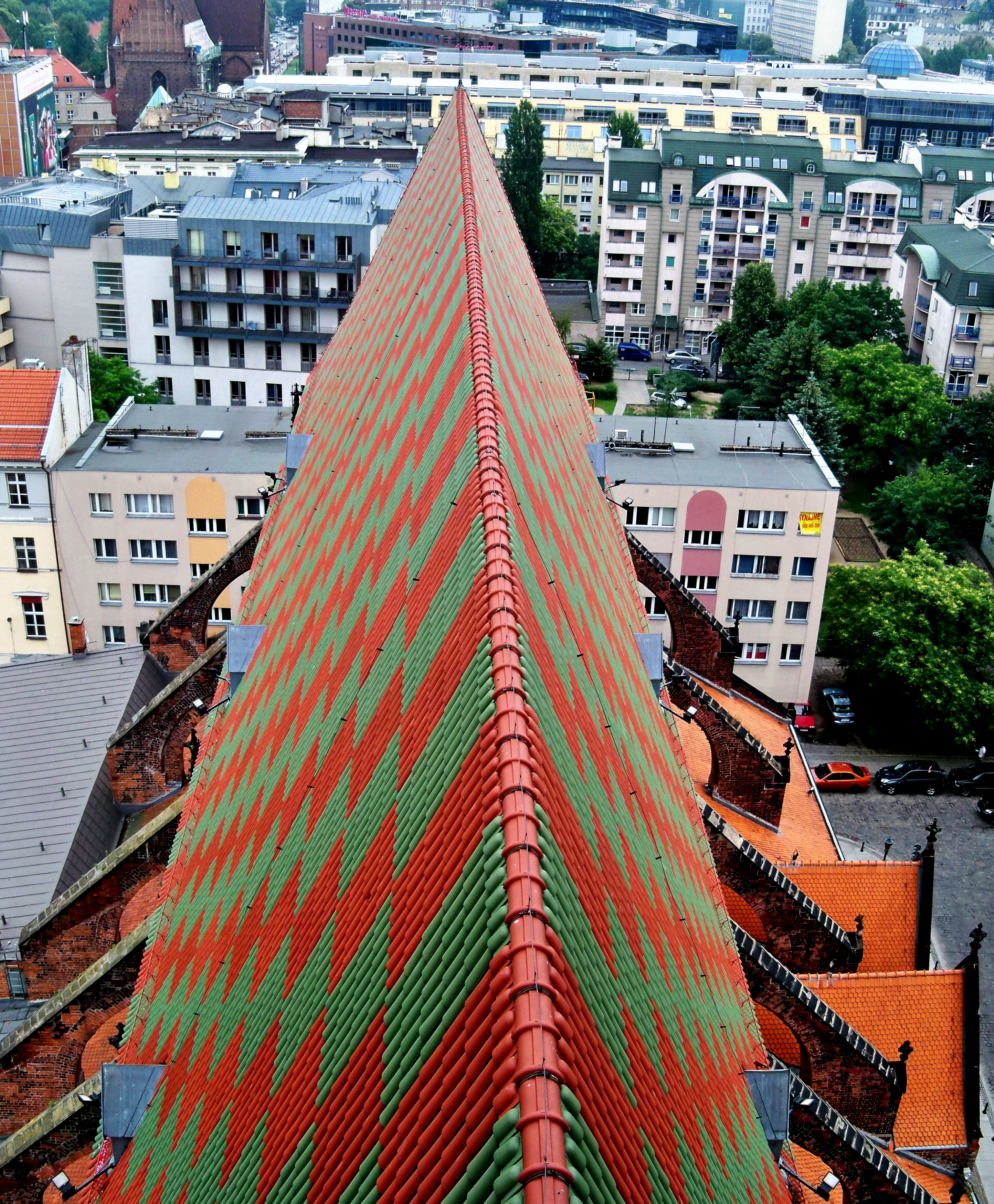
Blick auf das Dach

## Geistliche
- Bunzel
- Maetschke
- Meißner
- Seibt[4]